# We Found Love
We Found Love је песма коју је барбадоска певачица Ријана снимила за свој шести студијски албум, Talk That Talk (2011). Песма је написана и продуцирана од стране шкотског Ди-Џеја Калвин Хариса; песма је такође призната и као сингл његовог трећег албума 18 Months (2012). „We Found Love” је издата 22. септембра 2011. године, на радио станици Capital FM у Великој Британији, и истог дана је постала доступна за преузивање као главни сингл албума Talk That Talk. „We Found Love” је електро хаус песма, са елементима техна и Европопа. Текст песме говори о пару који је „пронашао љубав на безнадешном месту”.
Песма је била на врху листе америчког Билборд хот 100 десет седмица заредом, поставши сингл са најдужим периодом на првом месту у 2011. години. Песма је превазишла Ријанин прошли најуспешнији сингл "Umbrella" јер је остала на првом месту дуже, а и стекла је већу популарност. Сингл је постао Ријанина једанаеста песма која је достигла на врх Билборд хот 100, доводећи Ријану на треће место међу певачицама са највише синглова који су доспели на прво место. „We Found Love” је достигао на топ листе у још двадесет пет земаља укључујући и Канаду, Ирску, Нови Зеланд, Швајцарску и Велику Британију. Према Билбордум, ово је 24. најуспешнији сингл свих времена у САД. Од 2015. године, сингл је продат у више од 10.5 милиона примерака широм света, постајући једним од најпродаванијих синглова на свету.
Пратећи музички видео песме, у режији Мелине Мацукас, приказује извођаче као узбудљив пар који полако раскида уз зависност и насиље. Видео је освоио Греми за „Најбољи шорт у музичком видеу” на 55. додели награда Греми и „Видео године” на 2012 MTV Video Music Awards. Песма је изведена и на америчкој и енглеској верзији X фактора, као и на доделама 2012 Grammy Awards и 2012 BRIT Awards. Вишеструки сниматељи песме „We Found Love” су покривали и бенд Колдплеј и енглеску певачиву Џеси Џеј. Песма се користила и у комедији из 2012. године Magic Mike, у ТВ серији Шерлок, и у филму American Honey.

## Композиција
„We Found Love” је електро хаус песма, са елементима европопа, попа, техна, тренса, и еуро диска. Према дигиталном музичком листу, песма је објављена на musicnotes.com, и написана је у кључу F ♯ major и користи темпо од 128 откуцаја у минуту. Од инструмената се у "We Found Love" користе алармирана звона, клавијатуре, синтисајзери и 4/4 битови.
Вокални ниво у песми обухвата једну октаву, од одње ноте C♯4 до горње ноте C♯5. Прија Елан из NME је коментарисала да Ријана звучи веома опуштено. Бил Ламб из About.com је рекао да су њени вокали једноставни и непромењеени. Ли Колинс из The Vancouver Sun је написао да су Ријанини вокали за „We Found Love” веома слични онима за Ријанин прошли сингл са Ники Минаж „Fly”. Према Елану, клавијатура доста поцећа на ону из песме „Only Girl (In the World)”, а мелодија поцећа на ону из песме „Complicated”, и да већина ствари поцећа на њен студијски албум из 2010. године Loud. Слично томе, Мајкл Крег из Гардијана описује да „We Found Love” доста личи на песму „Only Girl (In the World)”, по кореографији и биту.
Текст песме је једноставан и врти се око Ријане како пева, „We found love in a hopeless place”. Џоди Роузед из Ролинг стоун описује песму „романтичном”. Ријана започиње песму певајући, „Yellow diamonds in the light / And we’re standing side by side / As your shadow crosses mine / What it takes to come alive”. Мајкл Крег коментарише да први део одступа од Калвин Харисовог рифа, док се у другом делу песме и он придружује.

## Текст
| Енглески | Српски |
| --- | --- |
| Yellow diamonds in the light And we're standing side by side As your shadow crosses mine What it takes to come alive It's the way I'm feeling I just can't deny But I've gotta let it go We found love in a hopeless place We found love in a hopeless place Shine a light through an open door Love and life I will divide Turn away 'cause I need you more Feel the heartbeat in my mind It's the way I'm feeling I just can't deny But I've gotta let it go We found love in a hopeless place We found love in a hopeless place Yellow diamonds in the light And we're standing side by side As your shadow crosses mine (mine, mine, mine) We found love in a hopeless place We found love in a hopeless place We found love in a hopeless place We found love in a hopeless place | Жути дијаманти на светлу, стојимо раме уз раме, твоја сенка прелази преко моје, јер је то оно што нам је потребно да се осећамо живима, То је оно што осећам, не могу да порекнем, али морам допустити да ме прође, Пронашли смо љубав у безнадежном месту, Пронашли смо љубав у безнадежном месту, Сија светлост кроз отворена врата, Одвојићу живот од љубави, Врати се јер си ми потребан још, Осети откуцаје срца у мојој глави, То је оно што осећам,не могу да порекнем, али морам допустити да ме прође, Пронашли смо љубав у безнадежном месту, Пронашли смо љубав у безнадежном месту, Жути дијаманти на светлу, стојимо раме уз раме, твоја сенка прелази преко моје, Пронашли смо љубав у безнадежном месту, Пронашли смо љубав у безнадежном месту, Пронашли смо љубав у безнадежном месту. Пронашли смо љубав у безнадежном месту, Пронашли смо љубав у безнадежном месту, Пронашли смо љубав у безнадежном месту. |